# Arthroleptinae
Arthroleptinae is een onderfamilie van kikkers uit de familie Arthroleptidae. De groep werd voor het eerst wetenschappelijk beschreven door George Jackson Mivart in 1869.
Er zijn twee geslachten en 66 soorten, waaronder enkele soorten die pas recentelijk zijn ontdekt. Een voorbeeld is de soort Arthroleptis kutogundua, die pas in 2012 voor het eerst wetenschappelijk is beschreven. De onderfamilie telde vroeger zes geslachten en meer soorten, maar de meeste geslachten die tot recentelijk tot deze groep behoorden zijn tegenwoordig ingedeeld bij de onderfamilie Astylosterninae.
Alle soorten leven in delen van Afrika, ten zuiden van de Sahara. Een bijzonderheid van een aantal soorten is dat de derde vinger van de voorpoten bij alle mannetjes is verlengd, wat een karakteristiek kenmerk is.

## Taxonomie
Onderfamilie Arthroleptinae
- Geslacht Arthroleptis Smith, 1849
- Geslacht Cardioglossa Boulenger, 1900